# Trần Đạo Tường
Trần Đạo Tường (tiếng Trung: 陈道祥; bính âm: Chén Dàoxiáng; sinh tháng 9 năm 1962) là một thiếu tướng của Quân đội Giải phóng Nhân dân (PLA), từng là tư lệnh Đơn vị đồn trú PLA tại Hồng Kông từ năm 2019 đến năm 2022. Ông là đại biểu của Đại hội Nhân dân toàn quốc khóa XIII.

## Tiểu sử
Trần Đạo Tường sinh ra tại Tuyên  Thành, An Huy, vào tháng 9 năm 1962. Ông phục vụ trong Quân khu Nam Kinh trong một thời gian dài. Tháng 4 năm 2010, ông được thăng chức tham mưu trưởng Quân đoàn 1. Tháng 7 năm 2011, ông được Chủ tịch Tập Cận Bình phong quân hàm cấp tướng. Vào tháng 7 năm 2014, ông được thăng chức trở thành phó tham mưu trưởng Quân khu Quảng Châu, cho đến tháng 4 năm 2019, ông được điều động đến Hồng Kông và được bổ nhiệm làm tư lệnh Đơn vị đồn trú Quân Giải phóng Nhân dân Trung Quốc tại Hồng Kông.